# Odon Poznaňský
Odon Poznaňský nebo také Odon Velkopolský, nebo Mieszkowic, byl kníže velkopolský a poznaňský v letech 1177 až 1182, a kníže kališský v letech 1193 až 1194.

## Život
V roce 1177 se účastnil vzpoury polské šlechty proti svému otci Měškovi. Měšek podporoval syny z druhého manželství s Eudoxií Kyjevskou a chtěl, aby se Odon stal knězem. To by ale vyloučilo jeho z následnictví na velkopolském trůnu.
Odon s otcem válčil po dobu jednoho roku, než Měšek utekl z Polska do Pomořan. V roce 1181 se však vrátil do Velkopolska a společně s Pomořany se mu podařilo získat kontrolu nad Velkopolskem. Když zemřel Odonův nevlastní bratr Měšek, Odon získal Kališ s požehnáním svého otce. O Odonově panování v Kališi se dochovalo jen velmi málo zpráv. Jisté je že založil mincovnu, kde razil mince s nápisem „Odon Dux“ (Kníže Odon), což naznačuje vysoký stupeň autonomie.
Odon zemřel 20. dubna 1194. Knížectví za něj převzal jeho otec Měšek.